# Odile Decq

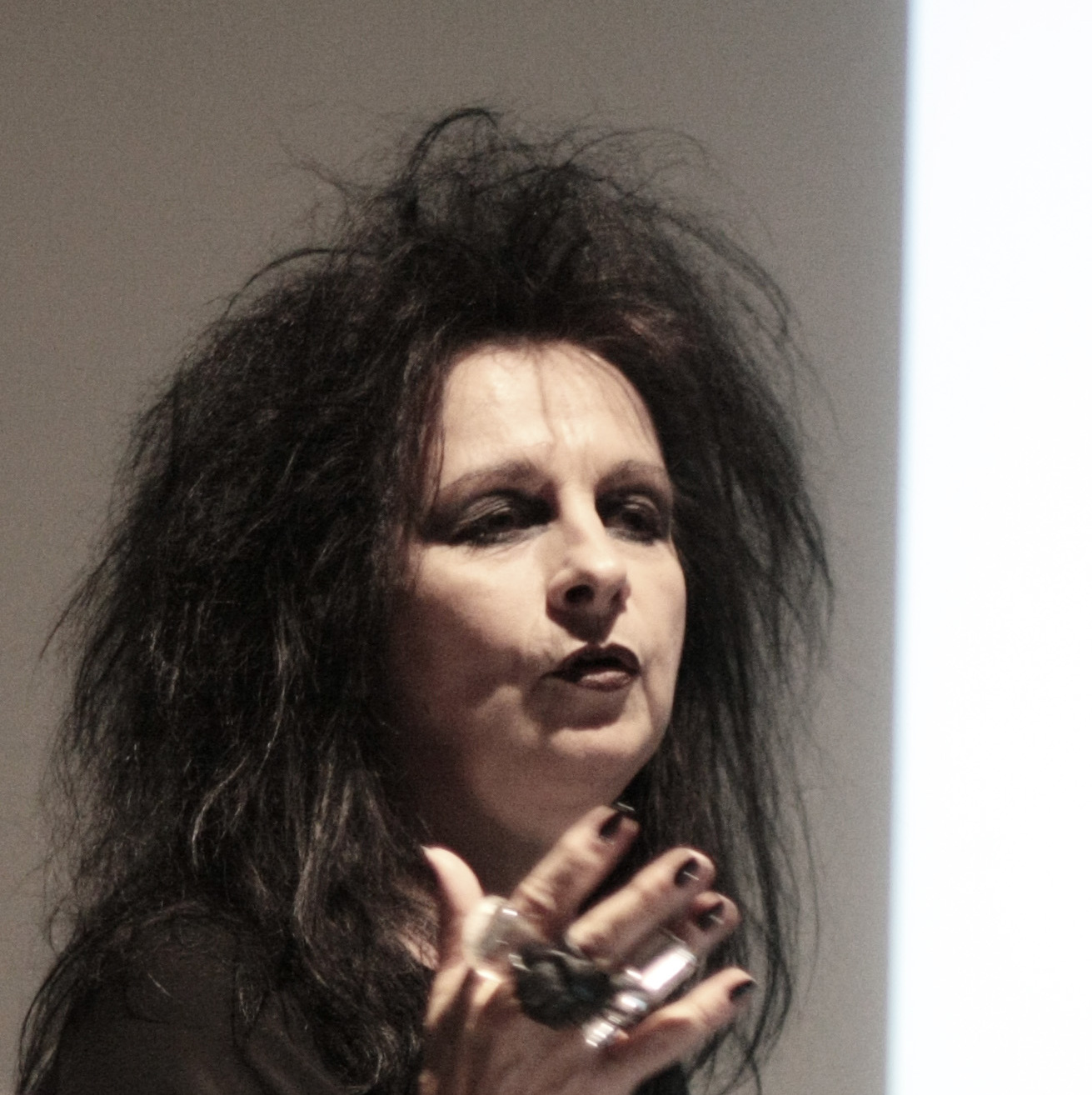
Decq in 2012

Odile Decq (Laval, 1955) is een Franse architect. Ze is ook gekend door haar gothic voorkomen en klederdracht. Zij is de oprichter van het Parijse bureau Studio Odile Decq en de architectuurschool Confluence Institute. Decq staat bekend om haar zelfbeschreven goth uiterlijk en stijl.

## Biografie
Ze studeerde in 1978 af aan de École Nationale Supérieure d'Architecture de Paris-Belleville en deed vervolgens Planologie aan de Sciences Po in 1979. In 1979 startte ze haar eigen bedrijf. 
Decq opende haar eigen kantoor in 1979. Haar toekomstige partner in het bedrijf en in het leven, Benoît Cornette, studeerde toen medicijnen. In 1985 behaalde Cornette een diploma in de architectuur en het echtpaar richtte het architectenbureau ODBC op. De gebouwen die zij in 1990 samen met Peter Rice realiseerden voor de Banque Populaire de l'Ouest in Rennes brachten hen talrijke prijzen en internationale erkenning. Het was het eerste kantoorgebouw van metaalconstructie in Frankrijk.

## Werken (selectie)
- BPO-bankgebouw (1990), Rennes
- Scenography of the Frans pavilioen (1996), Biënnale van Venetië
- Bibliotheek en wetenschapsgebouw (1998), Universiteit Nantes
- Museo d'Arte Contemporanea di Roma (MACRO) (2010), Rome
- PHANTOM, Restarant van de opera Garnier (2011), Parijs
- Fangshan Tangshan National Geopark Museum, museum of Geology and Anthropology (2015), Nanjing
- Antares building (2020), Barcelona

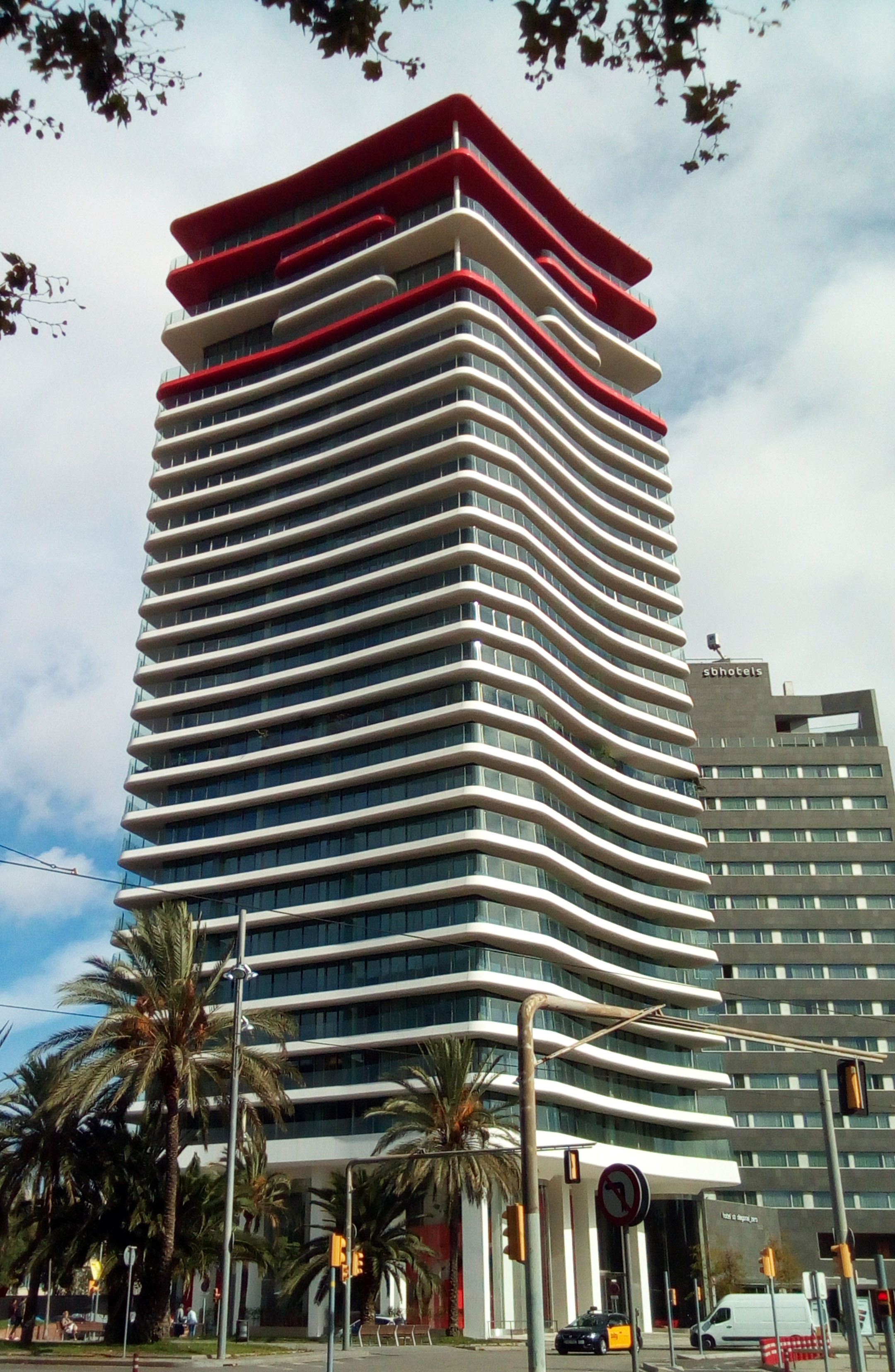
Antares (2020)
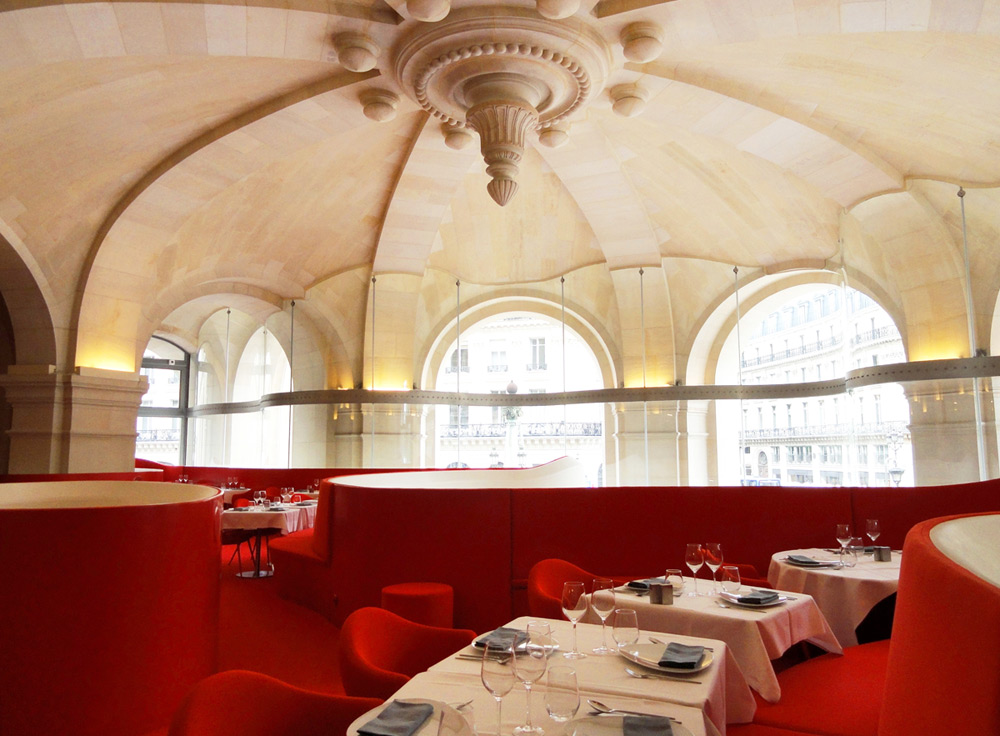
Phantom (2011)

## Erkentelijkheden (selectie)
- 1990 – Premier Award, Ninth International Prize for Architecture, Londen
- 1991 – International Award of Architecture Andrea Palladio
- 1996 – Golden Lion (Biënnale van Venetië Architectuur)
- 2003 – Ridder in Legioen van Eer, Frankrijk
- 2014 – Médaille de Vermeil et d’Honneur de l’Académie d’Architecture
- 2018 - European Cultural Centre Architecture Award, Venetië